# Dauphin commun à bec court
Delphinus delphis
Espèce
Statut de conservation UICN

 LC  : Préoccupation mineure
Statut CITES
Répartition géographique
Le dauphin commun à bec court (Delphinus delphis) est un cétacé de la famille des Delphinidae que l'on rencontre dans les eaux tempérées, subtropicales ou tropicales du monde entier.

## Sous-espèces
- Delphinus delphis ponticus est endémique de la mer Noire et possède une taille maximale inférieure à celle de l'espèce (200 cm).
- Delphinus delphis capensis, présent dans l'Atlantique Sud, a le rostre plus long et il est parfois considéré comme une espèce à part entière : Delphinus capensis.

## Description

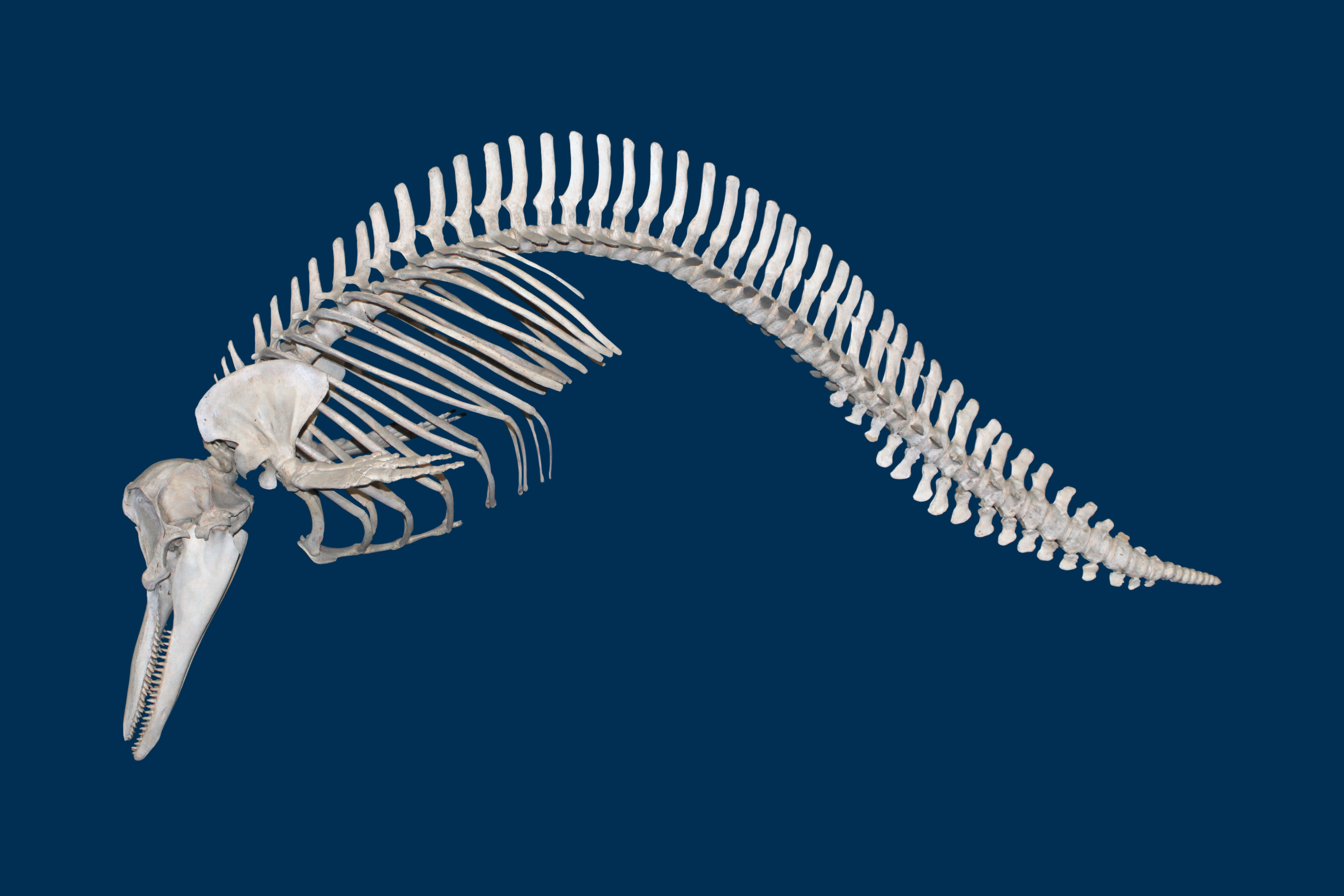
Squelette de Delphinus delphis.

Comme son nom commun l'indique, ce dauphin a pour caractéristique un bec court et bien marqué. Il est d'une taille de 180 à 260 cm avec une masse variant de 75 à 115 kg.

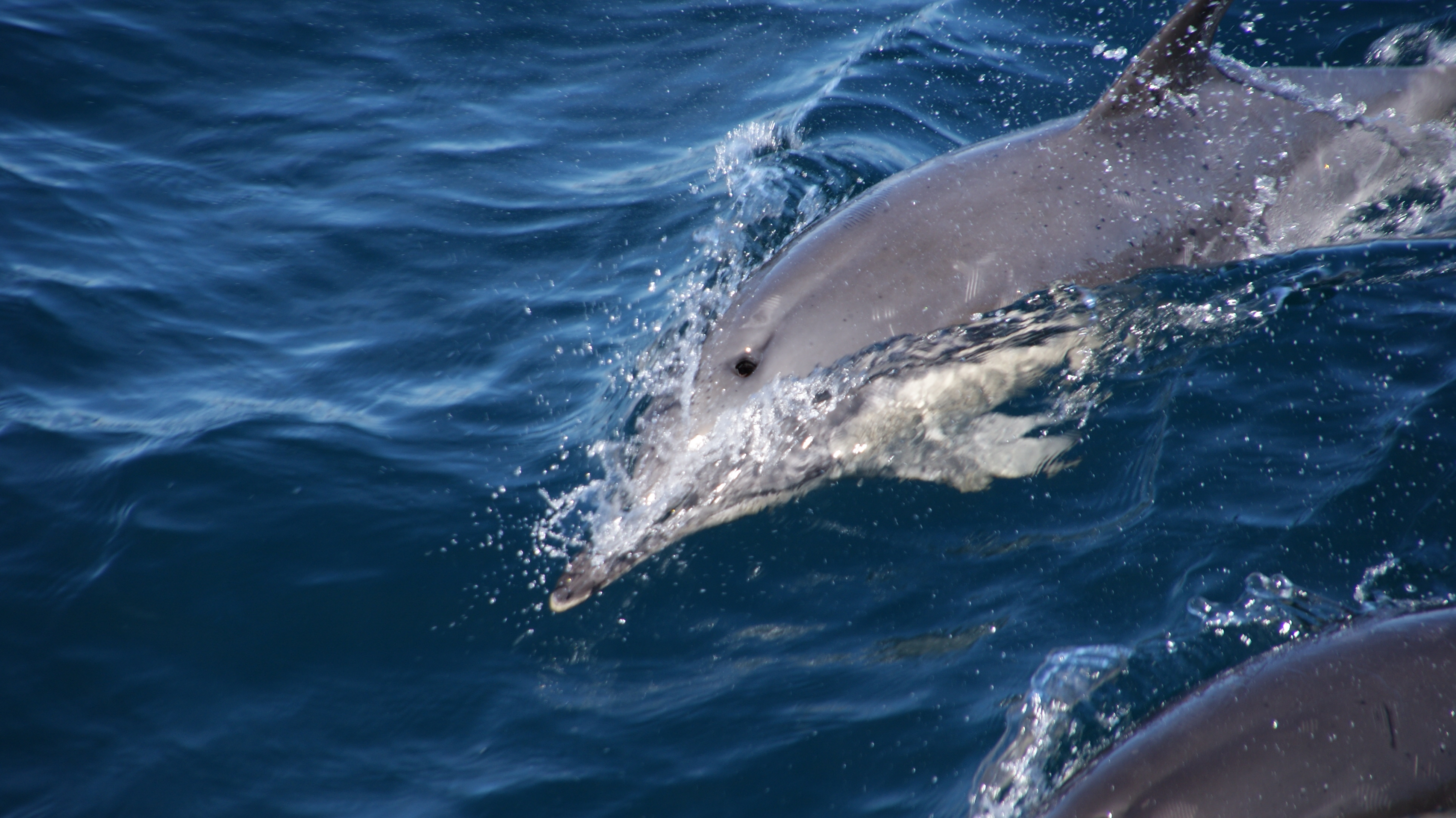
L’évent est bien visible lors de la respiration en surface.

Son dos est d'une teinte allant du gris bleuté au noir. Les flancs présentent deux grandes taches claires (chamois pour la tache avant et gris clair pour l'arrière) se rejoignant en un point situé à l'aplomb de la dorsale.

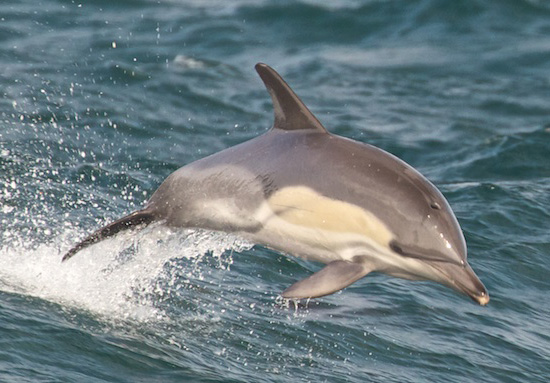
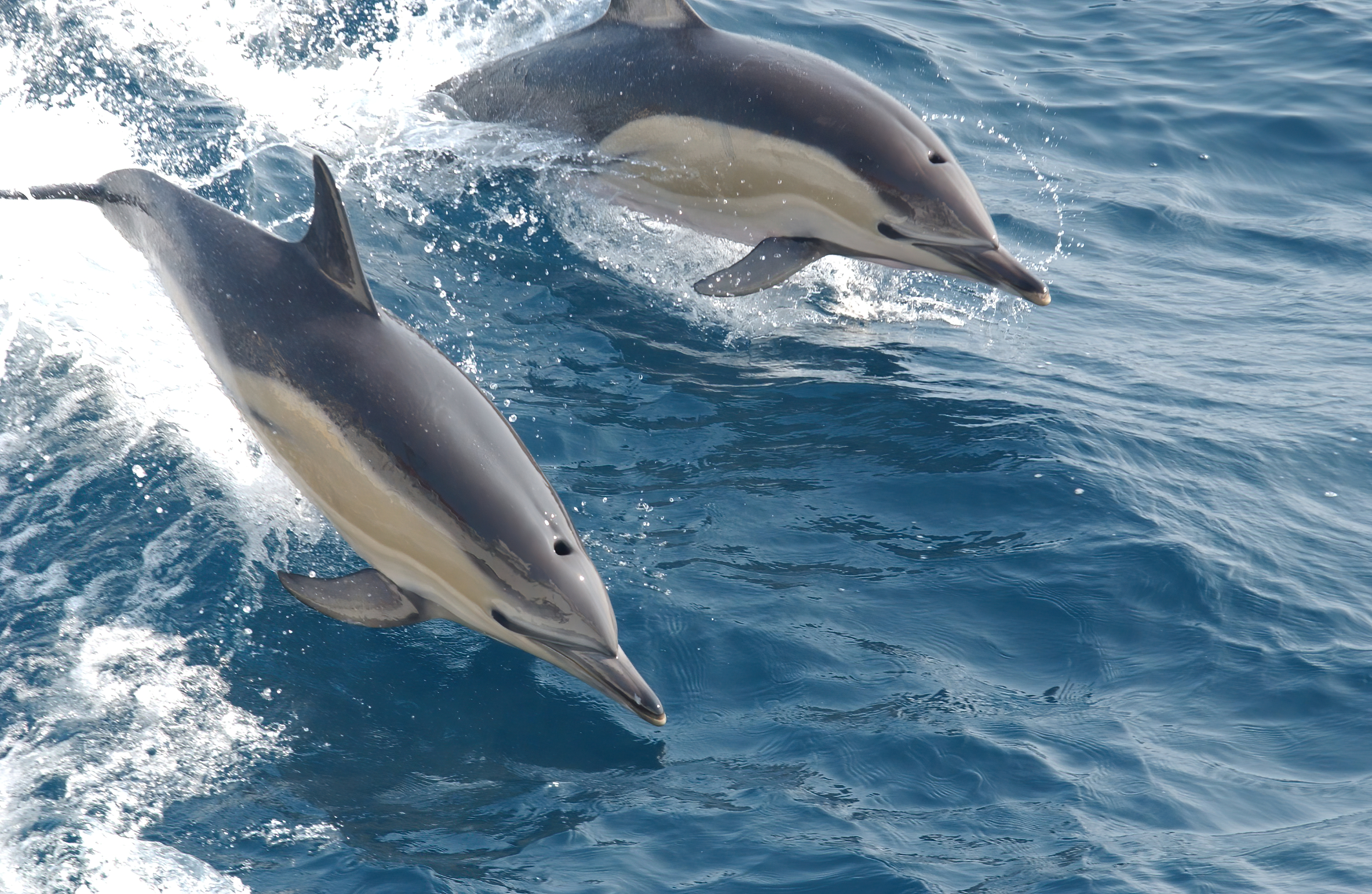
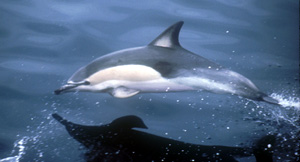
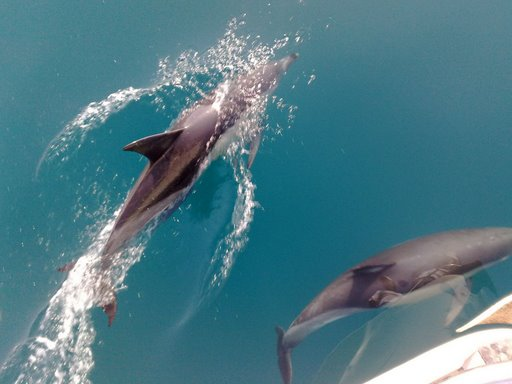

## Habitat

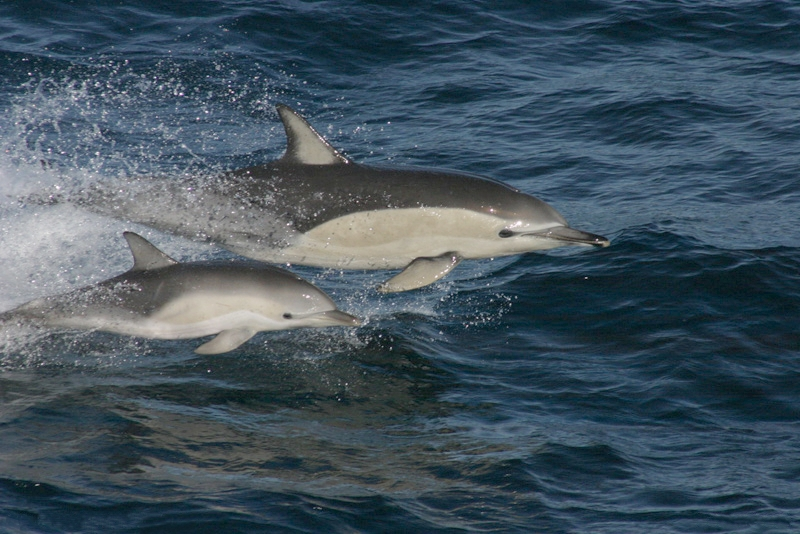
On rencontre la plupart du temps les dauphins communs en groupes allant de 10 à 10 000 individus.

On rencontre notamment cette espèce en mer Méditerranée et dans la partie est de la mer Noire. Il se déplace souvent en grand nombre près des côtes, surtout en été.
Il plonge régulièrement jusqu'à 70 m de profondeur et parfois s'aventure à plus de 300 m.

## Régime alimentaire
Le dauphin commun à bec court se nourrit de poissons de surface (harengs, maquereaux, anchois...), régime qu'il complète parfois avec des céphalopodes. En équipes synchronisées, il entoure des bancs de petits poissons pélagiques (sardines, anchois...), les regroupe en boules, les coince sous la surface puis les mange.

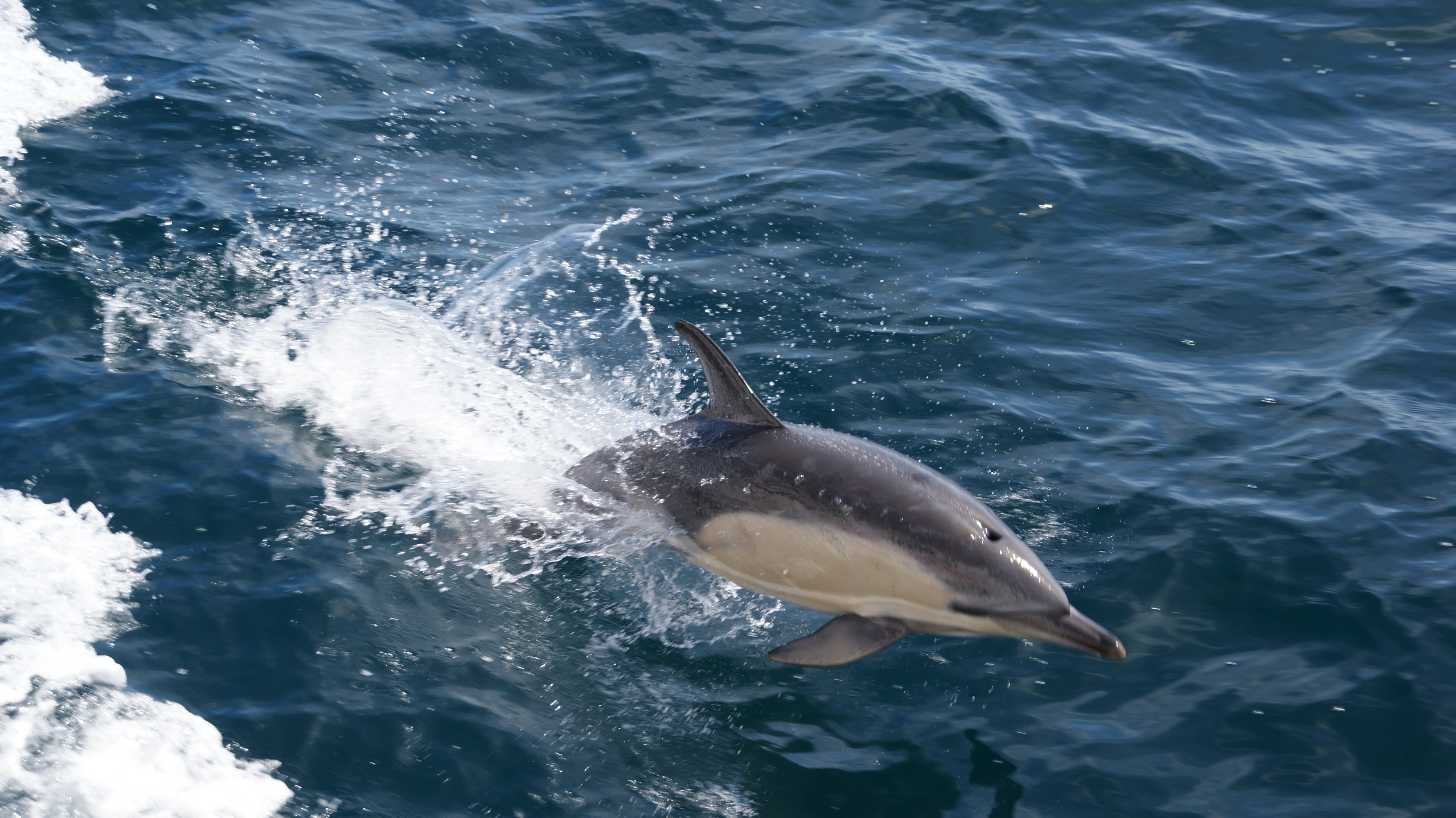
Les dauphins communs sautent et jouent souvent en groupe près des bateaux.

## Comportement
Delphinus delphis vit en groupe d'une cinquantaine d'individus près des côtes. Sa nage est très rapide atteignant 50 km/h, voire davantage, jusqu'à 60 km/h. Sa longévité est de 25 à 30 ans. Il s’approche volontiers des bateaux et nage à l’étrave et passe sous le bateau.

## Reproduction

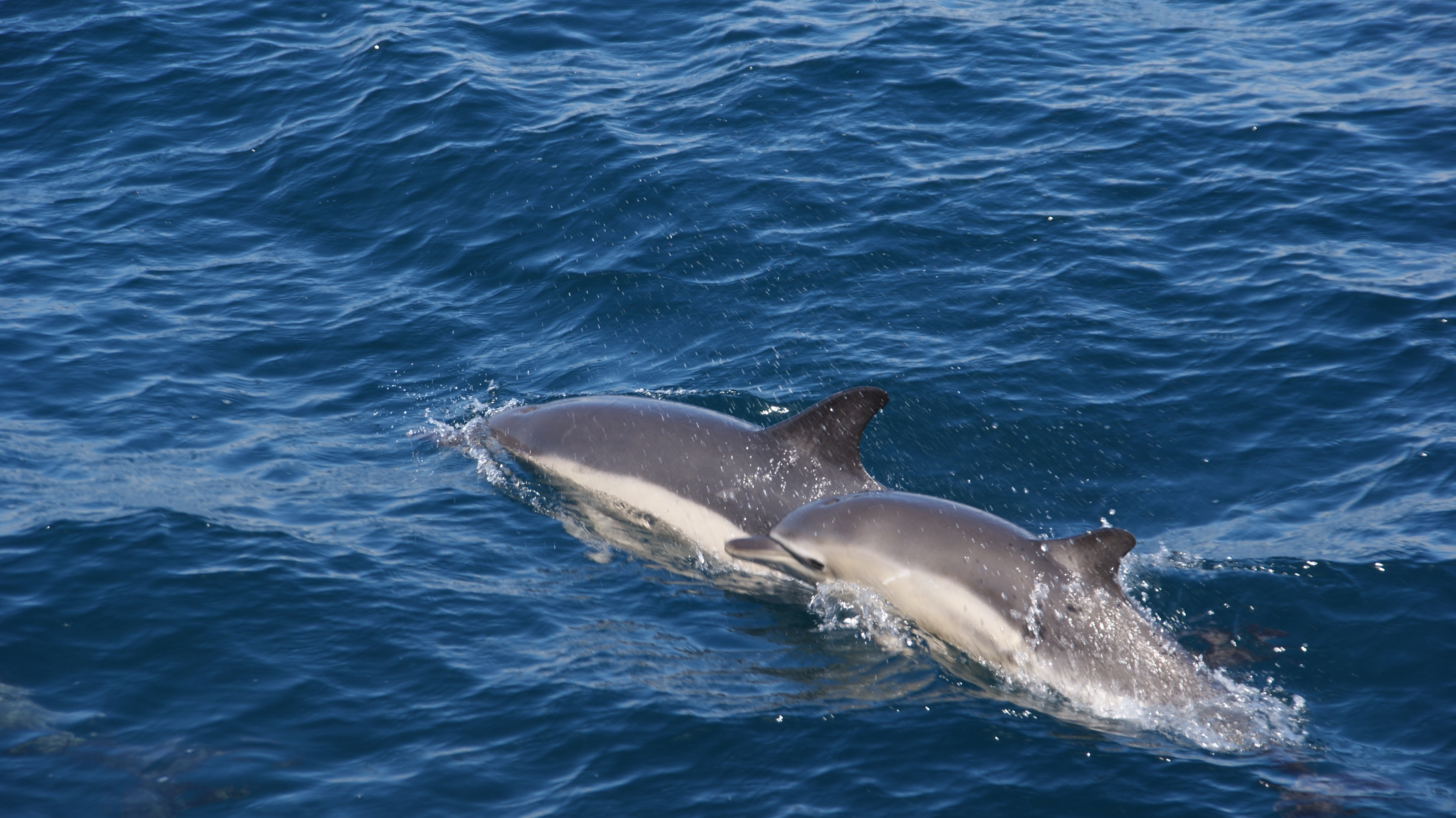
La saison des naissances a lieu durant l’été (entre juin et septembre)

Le dauphin commun atteint en moyenne sa maturité sexuelle à l'âge de 8 ans pour les femelles et 11 ans pour les mâles. Les accouplements ont lieu généralement en été. Les femelles, après une gestation de onze mois, donnent naissance à un petit qui mesure de 80 à 95 cm de long. Le sevrage a lieu au bout de deux ans. La femelle peut se reproduire tous les un à trois ans.

## Écologie
Delphinus delphis serait sensible aux pollutions chimiques et acoustiques, ce qui pourrait expliquer son déclin en mer Méditerranée. En mer Noire, la population qui faisait l'objet d'une pêche intensive jusque dans les années 1960 est depuis moins chassée.

## Menaces
Depuis les années 1990, dans le golfe de Gascogne, la capture accidentelle de dauphins communs lors de pêche au chalut et autres techniques de pêche industrielle, est responsable de très forte mortalité et menace le maintien de cette population dans ce secteur. Afin de mieux documenter et d'alerter l'opinion sur ces pratiques, l'association Sea Shepherd mène depuis début 2018 une opération en ce sens sur la façade atlantique française.
Les scientifiques estiment à 11 300 le nombre de dauphins communs tués dans des accidents de pêche en 2019 sur la façade ouest des côtes françaises[réf. nécessaire]. L'association France Nature Environnement (FNE) demande l’interdiction saisonnière de certains types de pêche dans le golfe de Gascogne. Vingt-six ONG ont demandé en février 2020 à la Commission européenne de former une procédure d’infraction contre Paris et quatorze gouvernements européens qui, selon elles, ne prendraient pas de mesures suffisantes pour protéger les dauphins

### Ouvrages
- Alexandre Gannier, Connaître les cétacés de Méditerranée, Groupe de recherche sur les cétacés, 2008, 96 p. (ISBN 978-2-9532208-0-3).